# Хаарла
Это статья о районе города Турку. О финском предпринимателе и политике см. статью Хаарла, Рафаэль
Хаарла (фин. Haarla, или Харлакс швед. Harlax) — один из районов города Турку, входящий в территориальный округ Хирвенсало-Какскерта.

## Географическое положение
Район расположен в южной части острова Хирвенсало, выходя к Архипелаговому морю. Мост между островами Хирвенсало и Сатава находится в Хаарла.

## Население
В 2004 году численность населения района составляла 1316 человек, из которых дети моложе 15 лет — 30,32 %, а старше 65 лет — 2,28 %. Финским языком в качестве родного владели 88,75 %, шведским — 6,00 %, а другими — 5,24 % населения района.